# Hans Herrmann
Hans Herrmann (Stuttgart, Njemačka, 23. veljače 1928.) je bivši njemački vozač automobilističkih utrka.